# Elisabetta Mijno
Elisabetta Mijno (Moncalieri, 10 gennaio 1986) è un'arciera italiana specialista nell'arco ricurvo. Atleta paralimpica vincitrice di 5 medaglie nei Giochi paralimpici, è una delle pochissime arciere a essere stata convocata anche nella nazionale non paralimpica.

## Biografia
Elisabetta Mijno è cresciuta a Trana, un piccolo paese della Val Sangone. Paraplegica a causa di un incidente automobilistico dall'età di cinque anni, ha iniziato a tirare con l'arco verso i dieci anni, incuriosita da alcuni vicini di casa. Ha studiato medicina e chirurgia all'Università degli Studi di Torino e si è specializzata in ortopedia e traumatologia presso lo stesso ateneo, dedicandosi in particolare alla chirurgia della mano. Lavora al CTO di Torino. I suoi hobby sono viaggiare, fotografare e leggere.

## Carriera sportiva
Entrata in nazionale nel 2001, ha partecipato per la prima volta ai Giochi paralimpici a Pechino 2008, raggiungendo gli ottavi di finale.
Alle Paralimpiadi del 2012 a Londra ha vinto la medaglia d'argento nella gara individuale, perdendo la finale contro l'iraniana Zahra Nemati. 
Alle Paralimpiadi del 2016 di Rio de Janeiro, in coppia con Roberto Airoldi, dopo la sconfitta in semifinale contro l'Iran, ha vinto un bronzo nella competizione a squadre miste, battendo la Mongolia per 5-1.
Nel 2019 ha partecipato ai Campionati mondiali Para Archery di 's-Hertogenbosch vincendo due medaglie che le sono valse anche la qualificazione per i Giochi paralimpici 2020: un argento nella gara a squadre miste open insieme a Stefano Travisani, perdendo la finale contro la coppia russa Barantseva - Tsydorzhiev, e un bronzo nella competizione a squadre femminile open, battendo in finale la Russia dopo lo spareggio.
Partecipa alle Paralimpiadi del 2020 di Tokyo, piazzandosi al secondo posto nel ranking round con 633 punti dietro alla cinese Wu Chunyan. Fermata ai quarti di finale nell'individuale, vince l'argento nella gara a squadre miste in coppia con Stefano Travisani, perdendo in finale contro i russi Kirill Smirnov e Margarita Sidorenko.
Nel 2022 gareggia nella Nazionale "normodotati" vincendo il campionato italiano e divenendo la seconda atleta paralimpica a ottenere il titolo assoluto dopo Paola Fantato che ci riuscì nel 1994. Nell'occasione ha sottolineato l'inclusività del tiro con l'arco, dichiarando: "In questo sport gli atleti paralimpici possono gareggiare contro i normodotati ed è possibile perché gli archi sono gli stessi e non c’è conflitto di regolamento."
Ai Campionati europei Para Archery 2022 di Roma vince la medaglia d'oro nell'individuale battendo in finale la greca Dorothea Poimemnidou per 6-2.
Nel 2023 partecipa ai Campionati europei paralimpici di Rotterdam, dove, nel ranking round a 72 frecce, stabilisce il nuovo record mondiale con 674 punti, migliorando di ben 17 punti il precedente primato del 2015 della campionessa paralimpica Zahra Nemati. Conquista poi l'oro nella finale dell'individuale battendo la turca Yağmur Şengül per 6-2 e ottiene l'argento in coppia con Stefano Travisani nel team misto. Nel 2024 vince la medaglia di bronzo nell'individuale alle Paralimpiadi di Parigi.
Prende parte alle Paralimpiadi 2024 di Parigi, dove nel ranking round a 72 frecce si classifica al primo posto con 641 punti, davanti a Wu Chunyan, passando direttamente gli ottavi di finale dell'individuale e contribuendo al raggiungimento della prima posizione, con 1268 punti, anche nella gara del mixed team in coppia con Stefano Travisani.
Agli ottavi della gara individuale Mijno supera l'australiana Amanda Jennings e nei quarti la polacca Milena Olszewska, ma perde in semifinale all'ultima freccia contro la cinese Wu Yang. Nella finale per il terzo posto vince il bronzo battendo l'atleta della Mongolia Selengee Dembler per 6-2. Nella gara a squadre miste il team italiano accede direttamente ai quarti di finale dove supera il team indonesiano per 5-3 per poi incontrare e battere l'India per 6-2. Nella finale Elisabetta Mijno e Stefano Travisani affrontano la coppia turca formata da Merve Nur Eroğlu e Sadık Savaş, superandola per 6-2 e aggiudicandosi la prima medaglia d'oro per entrambi nelle Paralimpiadi.

## Palmarès
- Giochi paralimpici:

Londra 2012: argento nell'individuale
Rio 2016: bronzo nella gara a squadre miste
Tokyo 2020: argento nella gara a squadre miste
Parigi 2024: oro nella gara a squadre miste e bronzo nell’individuale
- Campionati mondiali Para-Archery

Donaueschingen 2015: bronzo nell'individuale open e nella squadra mista open
Pechino 2017: oro nella squadra femminile open e bronzo nella squadra mista open
’s-Hertogenbosch 2019: argento nella squadra mista open e bronzo nella squadra femminile open
Pilsen 2023: argento nella squadra mista open
- Campionati europei Para-Archery

Vichy 2010: oro nella squadra mista, argento nell'individuale e nella squadra femminile
Lotwill 2014: oro nell'individuale open e oro nella squadra femminile open
Saint Jean De Monts 2016: bronzo nella squadra mista open
Pilsen 2018: bronzo nell'individuale
Roma 2022: oro nell'individuale open e argento nella squadra mista open
Rotterdam 2023: oro nell'individuale open e argento nella squadra mista open